# Ligue de diamant 2020
Navigation
La Ligue de diamant 2020 (en anglais : 2020 Diamond League) est la 11e édition de la Ligue de diamant.
Initialement prévu du 17 avril 2020 au 11 septembre 2020, le calendrier des meetings est modifié en raison de la pandémie de Covid-19. Ainsi, les meetings 2020 de Londres, Palo Alto (qui devait remplacer Eugene dans le cadre de la réfection du stade Hayward Field), Paris, Rabat, Gateshead et Shanghai sont annulés.
Les deux premières compétitions sont des meetings exhibitions : les Bislett Games (Impossible Games) le 11 juin 2020 à Oslo et le Weltklasse (Inspiration Games) le 9 juillet 2020 à Zurich. Par ailleurs, le meeting Athletissima  du 2 septembre 2020 consiste en une compétition de saut à la perche dans les rues de Lausanne.
La Ligue de diamant 2020 débute réellement le 14 août 2020 à Monaco et se poursuit à Stockholm, Bruxelles, Rome et Doha.

## Calendrier
| # | Date              | Lieu      | Meeting                           | 100                                                               | 200                                                               | 400                                                               | 800                                                               | 1500                                                              | 5000                                                              | Stee                                                              | 110h                                                              | 400h                                                              | Haut                                                              | Perc                                                              | Long                                                              | Trip                                                              | Poid                                                              | Disq                                                              | Jave                                                              |
| - | ----------------- | --------- | --------------------------------- | ----------------------------------------------------------------- | ----------------------------------------------------------------- | ----------------------------------------------------------------- | ----------------------------------------------------------------- | ----------------------------------------------------------------- | ----------------------------------------------------------------- | ----------------------------------------------------------------- | ----------------------------------------------------------------- | ----------------------------------------------------------------- | ----------------------------------------------------------------- | ----------------------------------------------------------------- | ----------------------------------------------------------------- | ----------------------------------------------------------------- | ----------------------------------------------------------------- | ----------------------------------------------------------------- | ----------------------------------------------------------------- |
| - | 11 juin 2020      | Oslo      | Bislett Games                     | Meeting exhibition (Impossible Games)                             | Meeting exhibition (Impossible Games)                             | Meeting exhibition (Impossible Games)                             | Meeting exhibition (Impossible Games)                             | Meeting exhibition (Impossible Games)                             | Meeting exhibition (Impossible Games)                             | Meeting exhibition (Impossible Games)                             | Meeting exhibition (Impossible Games)                             | Meeting exhibition (Impossible Games)                             | Meeting exhibition (Impossible Games)                             | Meeting exhibition (Impossible Games)                             | Meeting exhibition (Impossible Games)                             | Meeting exhibition (Impossible Games)                             | Meeting exhibition (Impossible Games)                             | Meeting exhibition (Impossible Games)                             | Meeting exhibition (Impossible Games)                             |
| - | 9 juillet 2020    | Zurich    | Weltklasse Zurich                 | Meeting exhibition (Inspiration Games)                            | Meeting exhibition (Inspiration Games)                            | Meeting exhibition (Inspiration Games)                            | Meeting exhibition (Inspiration Games)                            | Meeting exhibition (Inspiration Games)                            | Meeting exhibition (Inspiration Games)                            | Meeting exhibition (Inspiration Games)                            | Meeting exhibition (Inspiration Games)                            | Meeting exhibition (Inspiration Games)                            | Meeting exhibition (Inspiration Games)                            | Meeting exhibition (Inspiration Games)                            | Meeting exhibition (Inspiration Games)                            | Meeting exhibition (Inspiration Games)                            | Meeting exhibition (Inspiration Games)                            | Meeting exhibition (Inspiration Games)                            | Meeting exhibition (Inspiration Games)                            |
| 1 | 14 août 2020      | Monaco    | Meeting Herculis                  | F                                                                 | H                                                                 | F                                                                 | H/F                                                               | H                                                                 | H/F                                                               | H                                                                 | H                                                                 | H                                                                 | F                                                                 | H                                                                 |                                                                   | F                                                                 |                                                                   |                                                                   |                                                                   |
| 2 | 23 août 2020      | Stockholm | Bauhaus-Galan                     |                                                                   |                                                                   |                                                                   |                                                                   |                                                                   |                                                                   |                                                                   |                                                                   |                                                                   |                                                                   |                                                                   |                                                                   |                                                                   |                                                                   |                                                                   |                                                                   |
| - | 2 septembre 2020  | Lausanne  | Athletissima                      | Concours exhibition de saut à la perche dans les rues de Lausanne | Concours exhibition de saut à la perche dans les rues de Lausanne | Concours exhibition de saut à la perche dans les rues de Lausanne | Concours exhibition de saut à la perche dans les rues de Lausanne | Concours exhibition de saut à la perche dans les rues de Lausanne | Concours exhibition de saut à la perche dans les rues de Lausanne | Concours exhibition de saut à la perche dans les rues de Lausanne | Concours exhibition de saut à la perche dans les rues de Lausanne | Concours exhibition de saut à la perche dans les rues de Lausanne | Concours exhibition de saut à la perche dans les rues de Lausanne | Concours exhibition de saut à la perche dans les rues de Lausanne | Concours exhibition de saut à la perche dans les rues de Lausanne | Concours exhibition de saut à la perche dans les rues de Lausanne | Concours exhibition de saut à la perche dans les rues de Lausanne | Concours exhibition de saut à la perche dans les rues de Lausanne | Concours exhibition de saut à la perche dans les rues de Lausanne |
| 3 | 4 septembre 2020  | Bruxelles | Mémorial Van Damme                |                                                                   |                                                                   |                                                                   |                                                                   |                                                                   |                                                                   |                                                                   |                                                                   |                                                                   |                                                                   |                                                                   |                                                                   |                                                                   |                                                                   |                                                                   |                                                                   |
| 4 | 17 septembre 2020 | Rome      | Golden Gala                       |                                                                   |                                                                   |                                                                   |                                                                   |                                                                   |                                                                   |                                                                   |                                                                   |                                                                   |                                                                   |                                                                   |                                                                   |                                                                   |                                                                   |                                                                   |                                                                   |
| 5 | 25 septembre 2020 | Doha      | Doha Diamond League               |                                                                   |                                                                   |                                                                   |                                                                   |                                                                   |                                                                   |                                                                   |                                                                   |                                                                   |                                                                   |                                                                   |                                                                   |                                                                   |                                                                   |                                                                   |                                                                   |
| - |                   | Rabat     | Meeting international Mohammed-VI | Annulé                                                            | Annulé                                                            | Annulé                                                            | Annulé                                                            | Annulé                                                            | Annulé                                                            | Annulé                                                            | Annulé                                                            | Annulé                                                            | Annulé                                                            | Annulé                                                            | Annulé                                                            | Annulé                                                            | Annulé                                                            | Annulé                                                            | Annulé                                                            |
| - |                   | Palo Alto | Prefontaine Classic               | Annulé                                                            | Annulé                                                            | Annulé                                                            | Annulé                                                            | Annulé                                                            | Annulé                                                            | Annulé                                                            | Annulé                                                            | Annulé                                                            | Annulé                                                            | Annulé                                                            | Annulé                                                            | Annulé                                                            | Annulé                                                            | Annulé                                                            | Annulé                                                            |
| - |                   | Londres   | London Grand Prix                 | Annulé                                                            | Annulé                                                            | Annulé                                                            | Annulé                                                            | Annulé                                                            | Annulé                                                            | Annulé                                                            | Annulé                                                            | Annulé                                                            | Annulé                                                            | Annulé                                                            | Annulé                                                            | Annulé                                                            | Annulé                                                            | Annulé                                                            | Annulé                                                            |
| - |                   | Gateshead | British Grand Prix                | Annulé                                                            | Annulé                                                            | Annulé                                                            | Annulé                                                            | Annulé                                                            | Annulé                                                            | Annulé                                                            | Annulé                                                            | Annulé                                                            | Annulé                                                            | Annulé                                                            | Annulé                                                            | Annulé                                                            | Annulé                                                            | Annulé                                                            | Annulé                                                            |
| - |                   | Paris     | Meeting de Paris                  | Annulé                                                            | Annulé                                                            | Annulé                                                            | Annulé                                                            | Annulé                                                            | Annulé                                                            | Annulé                                                            | Annulé                                                            | Annulé                                                            | Annulé                                                            | Annulé                                                            | Annulé                                                            | Annulé                                                            | Annulé                                                            | Annulé                                                            | Annulé                                                            |
| - |                   | Shanghai  | Shanghai Golden Grand Prix        | Annulé                                                            | Annulé                                                            | Annulé                                                            | Annulé                                                            | Annulé                                                            | Annulé                                                            | Annulé                                                            | Annulé                                                            | Annulé                                                            | Annulé                                                            | Annulé                                                            | Annulé                                                            | Annulé                                                            | Annulé                                                            | Annulé                                                            | Annulé                                                            |

| H | Épreuves masculines | F | Épreuves féminines |  | Meeting disputé |  | Meeting exhibition |  | Meeting annulé |

## Résultats

### Hommes

#### Courses
| # | Meeting   | 100 m                      | 200 m                               | 400 m                              | 800 m/1 000 m                            | 1 500 m/Mile                                 | 3 000/5 000 m                               | 110 m haies                     | 400 m haies                                         | 3 000 m steeple                             |
| 1 | Monaco    | -                          | Noah Lyles (USA) 19 s 76 (WL)       | -                                  | Donavan Brazier (USA) 1 min 43 s 15 (WL) | Timothy Cheruiyot (KEN) 3 min 28 s 45 (WL)   | Joshua Cheptegei (UGA) 12 min 35 s 36 (WR). | Orlando Ortega (ESP) 13 s 11    | Karsten Warholm (NOR) 47 s 10 (WL, MR)              | Soufiane el-Bakkali (MAR) 8 min 8 s 04 (WL) |
| 2 | Stockholm | -                          | Adam Gemili (GBR) 20 s 61           | Karsten Warholm (NOR) 45 s 05 (SB) | Donavan Brazier (USA) 1 min 43 s 76      | Timothy Cheruiyot (KEN) 3 min 30 s 25        | -                                           | -                               | Karsten Warholm (NOR) 46 s 87 (AR, WL, DLR, MR, PB) | -                                           |
| 3 | Bruxelles | -                          | Eseosa Desalu (ITA) 20 s 39         | -                                  | -                                        | Jakob Ingebrigtsen (NOR) 3 min 3 s 69        | -                                           | -                               | Karsten Warholm (NOR) 47 s 07 (MR)                  | -                                           |
| 4 | Rome      | Akani Simbine (RSA) 9 s 96 | -                                   | Edoardo Scotti (ITA) 45 s 21       | -                                        | -                                            | -                                           | Andrew Pozzi (GBR) 13 s 15      | Karsten Warholm (NOR) 47 s 07 (MR)                  | -                                           |
| 5 | Doha      | -                          | Arthur Cissé (CIV) 20 s 23 (NR, PB) | Kahmari Montgomery (USA) 45 s 55   | Ferguson Rotich (KEN) 1 min 44 s 16 (SB) | Stewart McSweyn (AUS) 3 min 30 s 51 (NR, PB) | -                                           | Aaron Mallet (USA) 13 s 15 (PB) | -                                                   | -                                           |
| Records et Performances - AR : Record continental (area record) - CR : Record des championnats (championship record) - MR : Record du meeting (meet record) - NR : Record national (national record) - OR : Record olympique (olympic record) - PR : Record paralympique (paralympic record) - PB : Record personnel (personal best) - SB : Meilleure performance personnelle de la saison (season's best) - WL : Meilleure performance mondiale de l'année (world leader) - WJR : Record du monde junior (world junior record) - WR : Record du monde (world record) Circonstances et Conditions - DNF : N'a pas terminé (did not finish) - DNS : N'a pas pris le départ (did not start) - DQ : Disqualification (disqualification) - NM : Aucun essai valable enregistré (No Mark) - Q : Qualifié « directement » au prochain tour (ou à la prochaine compétition), lors d'une compétition majeure, grâce au classement ou à la réalisation des minima (automatic qualifier) - q : Qualifié au prochain tour (ou à la prochaine compétition), lors d'une compétition majeure, grâce au repêchage ou à la réalisation de l'une des meilleures performances parmi celles des « non qualifiés directement » (grâce au meilleur temps ou à la meilleure distance par exemple) (secondary qualifier) |           |                            |                                     |                                    |                                          |                                              |                                             |                                 |                                                     |                                             |

#### Concours
| # | Meeting   | Saut en longueur                 | Triple saut | Saut en hauteur               | Saut à la perche                        | Lancer du poids           | Lancer du disque           | Lancer du javelot |
| 1 | Monaco    | -                                | -           | -                             | Armand Duplantis (SWE) 6,00 m           | -                         | -                          | -                 |
| 2 | Stockholm | Rushwal Samaai (RSA) 8,09 m (SB) | -           | -                             | Armand Duplantis (SWE) 6,01 m (WL, MR)  | -                         | Daniel Ståhl (SWE) 69,17 m | -                 |
| 3 | Bruxelles | -                                | -           | -                             | Armand Duplantis (SWE) 6,00 m (WL, MR)  | -                         | -                          | -                 |
| 4 | Rome      | -                                | -           | Andriy Protsenko (UKR) 2,30 m | Armand Duplantis (SWE) 6,15 m (WL, DLR) | Nick Ponzio (USA) 21,09 m | -                          | -                 |
| 5 | Doha      | -                                | -           | -                             | Armand Duplantis (SWE) 5,82 m (MR)      | -                         | -                          | -                 |
| Records et Performances - AR : Record continental (area record) - CR : Record des championnats (championship record) - MR : Record du meeting (meet record) - NR : Record national (national record) - OR : Record olympique (olympic record) - PR : Record paralympique (paralympic record) - PB : Record personnel (personal best) - SB : Meilleure performance personnelle de la saison (season's best) - WL : Meilleure performance mondiale de l'année (world leader) - WJR : Record du monde junior (world junior record) - WR : Record du monde (world record) Circonstances et Conditions - DNF : N'a pas terminé (did not finish) - DNS : N'a pas pris le départ (did not start) - DQ : Disqualification (disqualification) - NM : Aucun essai valable enregistré (No Mark) - Q : Qualifié « directement » au prochain tour (ou à la prochaine compétition), lors d'une compétition majeure, grâce au classement ou à la réalisation des minima (automatic qualifier) - q : Qualifié au prochain tour (ou à la prochaine compétition), lors d'une compétition majeure, grâce au repêchage ou à la réalisation de l'une des meilleures performances parmi celles des « non qualifiés directement » (grâce au meilleur temps ou à la meilleure distance par exemple) (secondary qualifier) |           |                                  |             |                               |                                         |                           |                            |                   |

### Femmes

#### Courses
| # | Meeting   | 100 m                                    | 200 m | 400 m                            | 800 m/1 000 m                               | 1 500 m/Mile                        | 3 000/5 000 m                              | 110 m haies                        | 400 m haies             | 3 000 m steeple |
| 1 | Monaco    | Ajla Del Ponte (SUI) 11 s 16             | -     | Lynna Irby (USA) 50 s 50 (WL)    | Faith Kipyegon (KEN) 2 min 29 s 15 (AR, WL) | -                                   | Hellen Obiri (KEN) 14 min 22 s 12 (WL, MR) | -                                  | -                       | -               |
| 2 | Stockholm | Ajla Del Ponte (SUI) 11 s 20             | -     | Wadeline Jonathas (USA) 51 s 94  | Jemma Reekie (GBR) 1 min 59 s 68            | Laura Muir (GBR) 3 min 57 s 86 (WL) | -                                          | Luminosa Bogliolo (ITA) 12 s 88    | Femke Bol (NED) 54 s 68 | -               |
| 3 | Bruxelles | Rani Rosius (BEL) 11 s 43                | -     | Iga Baumgart-Witan (POL) 52 s 13 | -                                           | -                                   | -                                          | Anne Zagré (BEL) 13 s 21           | -                       | -               |
| 4 | Rome      | Elaine Thompson-Herah (JAM) 10 s 85 (WL) | -     | Lieke Klaver (NED) 50 s 98       | Jemma Reekie (GBR) 1 min 59 s 76            | -                                   | -                                          | Nadine Visser (NED) 12 s 72        | Femke Bol (NED) 53 s 90 | -               |
| 5 | Doha      | Elaine Thompson-Herah (JAM) 10 s 87      | -     | -                                | Faith Kipyegon (KEN) 1 min 57 s 68 (WL, PB) | -                                   | Hellen Obiri (KEN) 8 min 22 s 54 (WL)      | Payton Chadwick (USA) 12 s 78 (SB) | -                       | -               |
| Records et Performances - AR : Record continental (area record) - CR : Record des championnats (championship record) - MR : Record du meeting (meet record) - NR : Record national (national record) - OR : Record olympique (olympic record) - PR : Record paralympique (paralympic record) - PB : Record personnel (personal best) - SB : Meilleure performance personnelle de la saison (season's best) - WL : Meilleure performance mondiale de l'année (world leader) - WJR : Record du monde junior (world junior record) - WR : Record du monde (world record) Circonstances et Conditions - DNF : N'a pas terminé (did not finish) - DNS : N'a pas pris le départ (did not start) - DQ : Disqualification (disqualification) - NM : Aucun essai valable enregistré (No Mark) - Q : Qualifié « directement » au prochain tour (ou à la prochaine compétition), lors d'une compétition majeure, grâce au classement ou à la réalisation des minima (automatic qualifier) - q : Qualifié au prochain tour (ou à la prochaine compétition), lors d'une compétition majeure, grâce au repêchage ou à la réalisation de l'une des meilleures performances parmi celles des « non qualifiés directement » (grâce au meilleur temps ou à la meilleure distance par exemple) (secondary qualifier) |           |                                          |       |                                  |                                             |                                     |                                            |                                    |                         |                 |

#### Concours
| # | Meeting   | Saut en longueur                        | Triple saut                 | Saut en hauteur                       | Saut à la perche                 | Lancer du poids | Lancer du disque | Lancer du javelot |
| 1 | Monaco    | -                                       | Yulimar Rojas (VEN) 14,27 m | Yaroslava Mahuchikh (UKR) 1,98 m      | -                                | -               | -                | -                 |
| 2 | Stockholm | -                                       | -                           | Yaroslava Mahuchikh (UKR) 2,00 m (WL) | Holly Bradshaw (GBR) 4,69 m (WL) | -               | -                | -                 |
| 3 | Bruxelles | -                                       | -                           | Nicola McDermott (AUS) 1,91 m         | -                                | -               | -                | -                 |
| 4 | Rome      | -                                       | -                           | Yuliya Levchenko (UKR) 1,98 m         | -                                | -               | -                | -                 |
| 5 | Doha      | Maryna Bekh-Romanchuk (UKR) 6,91 m (SB) | -                           | -                                     | -                                | -               | -                | -                 |
| Records et Performances - AR : Record continental (area record) - CR : Record des championnats (championship record) - MR : Record du meeting (meet record) - NR : Record national (national record) - OR : Record olympique (olympic record) - PR : Record paralympique (paralympic record) - PB : Record personnel (personal best) - SB : Meilleure performance personnelle de la saison (season's best) - WL : Meilleure performance mondiale de l'année (world leader) - WJR : Record du monde junior (world junior record) - WR : Record du monde (world record) Circonstances et Conditions - DNF : N'a pas terminé (did not finish) - DNS : N'a pas pris le départ (did not start) - DQ : Disqualification (disqualification) - NM : Aucun essai valable enregistré (No Mark) - Q : Qualifié « directement » au prochain tour (ou à la prochaine compétition), lors d'une compétition majeure, grâce au classement ou à la réalisation des minima (automatic qualifier) - q : Qualifié au prochain tour (ou à la prochaine compétition), lors d'une compétition majeure, grâce au repêchage ou à la réalisation de l'une des meilleures performances parmi celles des « non qualifiés directement » (grâce au meilleur temps ou à la meilleure distance par exemple) (secondary qualifier) |           |                                         |                             |                                       |                                  |                 |                  |                   |